# Red Bull Racing RB21
Der Red Bull Racing RB21 ist der Formel-1-Rennwagen von Red Bull Racing für die Formel-1-Weltmeisterschaft 2025. Die Lackierung des Autos wurde am 18. Februar 2025 auf dem F1-75-Event enthüllt und wird vom amtierenden Weltmeister Max Verstappen und Yuki Tsunoda gefahren.
Der RB21, der vom Honda RBPTH002 angetrieben wird, wird der letzte Red Bull Racing Rennwagen sein, der von Honda-RBPT-Motoren angetrieben wird. Ab der Saison 2026 werden Red Bull und ihr Schwesterteam Racing Bulls Red Bull Powertrains Ford-Motoren verwenden.
Der RB21 ist auch das erste Auto seit dem RB2, das nicht von Adrian Newey entworfen wurde, sondern erstmals von Pierre Waché.

## Technik und Entwicklung
Wie alle Formel-1-Fahrzeuge des Jahres 2025 ist der Red Bull Racing RB21 ein hinterradangetriebener Monoposto mit einem Monocoque aus kohlenstofffaserverstärktem Kunststoff (CFK). Außer dem Monocoque bestehen auch viele weitere Teile des Fahrzeugs, darunter die Karosserieteile und das Lenkrad, aus CFK. Auch die Bremsscheiben sind aus einem mit Kohlenstofffasern verstärkten Verbundwerkstoff.
Der RB21 ist das Nachfolgemodell des Red Bull Racing RB20.
Angetrieben wird der RB21 von einem 1,6-Liter-V6-Motor von Honda in der Fahrzeugmitte mit Turbolader sowie einem 120 kW starken Elektromotor; es ist also ein Hybridelektrokraftfahrzeug. Die Kraft überträgt ein sequentielles, mit Schaltwippen betätigtes Achtganggetriebe. Das Fahrzeug hat nur zwei Pedale, ein Gaspedal (rechts) und ein Bremspedal (links). Genau wie viele andere Funktionen wird die Kupplung, die nur beim Anfahren aus dem Stand gebraucht wird, über einen Hebel am Lenkrad bedient.
Das Fahrzeug ist 2000 mm breit, 970 mm hoch und mehr als 5000 mm lang. Das Gewicht beträgt seit diesem Jahr einschließlich Fahrer 800 kg. Der Wagen hat 305 mm breite Vorderreifen und 405 mm breite Hinterreifen des Einheitslieferanten Pirelli auf 18-Zoll-Rädern.
Der RB21 verfügt, wie alle Formel-1-Fahrzeuge seit 2011, über ein Drag Reduction System (DRS), das durch Flachstellen eines Teils des Heckflügels den Luftwiderstand des Fahrzeugs auf den Geraden verringert, wenn es eingesetzt werden darf. Auch das DRS wird mit einem Schalter am Lenkrad des Wagens aktiviert.
Der RB21 ist mit dem Halo-System ausgestattet, das einen zusätzlichen Schutz für den Kopf des Fahrers bietet.

## Lackierung und Sponsoring

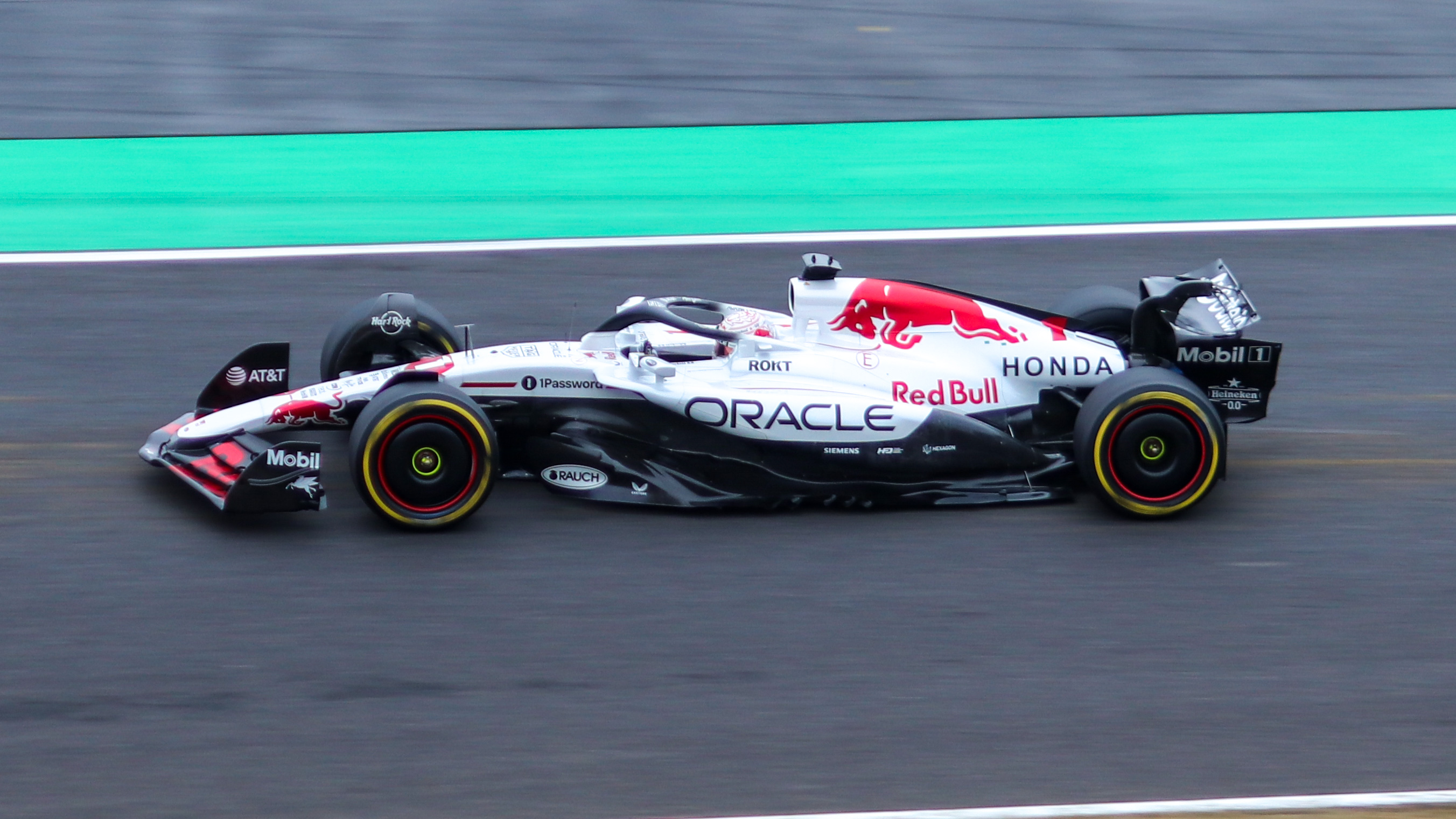
Max Verstappen fährt einen RB21 mit Sonderlackierung während des Rennens für den Großen Preis von Japan

Der RB21 ist überwiegend in den Farben Dunkelblau, Gelb sowie Rot lackiert. Auf den beiden Seitenkästen ist der Softwarehersteller Oracle als Titelsponsor zu sehen. Des Weiteren werben 1Password, AT&T, Mobil 1, Red Bull, Rauch, TAG Heuer, Siemens, Hard Rock Cafe, Honda, Pirelli und Visa auf dem Fahrzeug.
Anlässlich des Großen Preises von Japan 2025 wurde der Rennwagen in Weiß mit roten Farbakzenten lackiert. Anlass war das letzte Jahr der Partnerschaft mit Honda.

## Saisonverlauf

### Testfahrten
Bei den Testfahrten auf dem  Bahrain International Circuit belegte Max Verstappen am ersten Tag den 3. Platz, während Liam Lawson den ersten Tag auf Platz 8 beendete. Am zweiten Tag fuhr Lawson den gesamten Tag und schloss ihn auf Platz 7 ab. Am letzten Testtag saß Verstappen den ganzen Tag im Auto und beendete Tag 3 mit nur 0,021 Sekunden Rückstand auf George Russell auf dem 2. Platz.
Nach den Testfahrten erklärte der amtierende Weltmeister Max Verstappen, dass es einige kleinere Probleme gegeben habe, aber insgesamt habe man die geplanten Ziele erreicht. Er fügte hinzu, dass trotz der erzielten Fortschritte noch Arbeit zu tun sei. Verstappen sagte: „Ich denke, es war ein solider Tag. Es gab ein paar kleinere Probleme, aber insgesamt haben wir viel von dem geschafft, was wir uns vorgenommen haben. Es war nicht schlecht, aber gleichzeitig gibt es noch etwas Arbeit zu tun. Es ist jedoch, was wir erwartet haben, und wir werden weiterarbeiten, um uns zu verbessern. Hoffentlich werden wir beim ersten Grand Prix in Melbourne mehr lernen, wenn wir alle Daten durchgehen und sehen, wo wir stehen.“

### Eröffnungsrunden
Die Saison begann mit dem Großen Preis von Australien 2025. Im Qualifying qualifizierte sich Max Verstappen hinter Oscar Piastri auf dem 3. Platz, während Liam Lawson in Q1 ausschied und sich auf dem 18. Platz qualifizierte. Verstappen beendete das Rennen 0,895 Sekunden hinter Lando Norris auf dem 2. Platz und Liam Lawson schied aufgrund eines Unfalls aus.

## Ergebnisse
| Fahrer                          | Nr.                             | 1   | 2  | 3  | 4 | 5   | 6   | 7  | 8  | 9  | 10 | 11  | 12 | 13   | 14 | 15 | 16 | 17 | 18 | 19 | 20 | 21 | 22 | 23 | 24 | Punkte | Rang |
| ------------------------------- | ------------------------------- | --- | -- | -- | - | --- | --- | -- | -- | -- | -- | --- | -- | ---- | -- | -- | -- | -- | -- | -- | -- | -- | -- | -- | -- | ------ | ---- |
| Formel-1-Weltmeisterschaft 2025 | Formel-1-Weltmeisterschaft 2025 |     |    |    |   |     |     |    |    |    |    |     |    |      |    |    |    |    |    |    |    |    |    |    |    | 194    | 4.   |
| M. Verstappen                   | 01                              | 2   | 43 | 1  | 6 | 2   | 4   | 1  | 4  | 10 | 2  | DNF | 5  | 41   | 9  |    |    |    |    |    |    |    |    |    |    | 194    | 4.   |
| L. Lawson                       | 030                             | DNF | 15 |    |   |     |     |    |    |    |    |     |    |      |    |    |    |    |    |    |    |    |    |    |    | 194    | 4.   |
| Y. Tsunoda                      | 022                             |     |    | 12 | 9 | DNF | 106 | 10 | 17 | 13 | 12 | 11  | 15 | 1311 | 17 |    |    |    |    |    |    |    |    |    |    | 194    | 4.   |

| Legende  | Legende            | Legende                                                          |
| Farbe    | Abkürzung          | Bedeutung                                                        |
| -------- | ------------------ | ---------------------------------------------------------------- |
| Gold     | –                  | Sieg                                                             |
| Silber   | –                  | 2. Platz                                                         |
| Bronze   | –                  | 3. Platz                                                         |
| Grün     | –                  | Platzierung in den Punkten                                       |
| Blau     | –                  | Klassifiziert außerhalb der Punkteränge                          |
| Violett  | DNF                | Rennen nicht beendet (did not finish)                            |
| Violett  | NC                 | nicht klassifiziert (not classified)                             |
| Rot      | DNQ                | nicht qualifiziert (did not qualify)                             |
| Rot      | DNPQ               | in Vorqualifikation gescheitert (did not pre-qualify)            |
| Schwarz  | DSQ                | disqualifiziert (disqualified)                                   |
| Weiß     | DNS                | nicht am Start (did not start)                                   |
| Weiß     | WD                 | zurückgezogen (withdrawn)                                        |
| Hellblau | PO                 | nur am Training teilgenommen (practiced only)                    |
| Hellblau | TD                 | Freitags-Testfahrer (test driver)                                |
| ohne     | DNP                | nicht am Training teilgenommen (did not practice)                |
| ohne     | INJ                | verletzt oder krank (injured)                                    |
| ohne     | EX                 | ausgeschlossen (excluded)                                        |
| ohne     | DNA                | nicht erschienen (did not arrive)                                |
| ohne     | C                  | Rennen abgesagt (cancelled)                                      |
| ohne     | keine WM-Teilnahme |                                                                  |
| sonstige | P/fett             | Pole-Position                                                    |
| sonstige | 1/2/3/4/5/6/7/8    | Punktplatzierung im Sprint-/Qualifikationsrennen                 |
| sonstige | SR/kursiv          | Schnellste Rennrunde                                             |
| sonstige | *                  | nicht im Ziel, aufgrund der zurückgelegten Distanz aber gewertet |
| sonstige | ()                 | Streichresultate                                                 |
| sonstige | unterstrichen      | Führender in der Gesamtwertung                                   |

### Detaillierte Darstellung inkl. Sprintrennen (SPR) und Hauptrennen (HAU)
| Pos                             | Fahrer        | Nr. | 1   | 2   | 2   | 3   | 4   | 5   | 6   | 6   | 7   | 8  | 9  | 10 | 11  | 12 | 13 | 13 | 14 | 15 | 16 | 17 | 18 | 19 | 19 | 20 | 21 | 21 | 22 | 23 | 23 | 24 | Punkte |
| ------------------------------- | ------------- | --- | --- | --- | --- | --- | --- | --- | --- | --- | --- | -- | -- | -- | --- | -- | -- | -- | -- | -- | -- | -- | -- | -- | -- | -- | -- | -- | -- | -- | -- | -- | ------ |
| Formel-1 Weltmeisterschaft 2025 |               |     |     |     |     |     |     |     |     |     |     |    |    |    |     |    |    |    |    |    |    |    |    |    |    |    |    |    |    |    |    |    |        |
| SPR                             | HAU           | SPR | HAU | SPR | HAU | SPR | HAU | SPR | HAU | SPR | HAU |    |    |    |     |    |    |    |    |    |    |    |    |    |    |    |    |    |    |    |    |    |        |
| 3.                              | M. Verstappen | 1   | 2   | 3   | 4   | 1   | 6   | 2   | 17  | 4   | 1   | 4  | 10 | 2  | DNF | 5  | 1  | 4  | 9  |    |    |    |    |    |    |    |    |    |    |    |    |    | 187    |
| 17.                             | L. Lawson     | 30  | DNF | 14  | 15  |     |     |     |     |     |     |    |    |    |     |    |    |    |    |    |    |    |    |    |    |    |    |    |    |    |    |    | 0      |
| 18.                             | Y. Tsunoda    | 22  |     |     |     | 12  | 9   | DNF | 6   | 10  | 10  | 17 | 13 | 12 | 11  | 15 | 11 | 13 | 17 |    |    |    |    |    |    |    |    |    |    |    |    |    | 10     |

| Legende  | Legende            | Legende                                                          |
| Farbe    | Abkürzung          | Bedeutung                                                        |
| -------- | ------------------ | ---------------------------------------------------------------- |
| Gold     | –                  | Sieg                                                             |
| Silber   | –                  | 2. Platz                                                         |
| Bronze   | –                  | 3. Platz                                                         |
| Grün     | –                  | Platzierung in den Punkten                                       |
| Blau     | –                  | Klassifiziert außerhalb der Punkteränge                          |
| Violett  | DNF                | Rennen nicht beendet (did not finish)                            |
| Violett  | NC                 | nicht klassifiziert (not classified)                             |
| Rot      | DNQ                | nicht qualifiziert (did not qualify)                             |
| Rot      | DNPQ               | in Vorqualifikation gescheitert (did not pre-qualify)            |
| Schwarz  | DSQ                | disqualifiziert (disqualified)                                   |
| Weiß     | DNS                | nicht am Start (did not start)                                   |
| Weiß     | WD                 | zurückgezogen (withdrawn)                                        |
| Hellblau | PO                 | nur am Training teilgenommen (practiced only)                    |
| Hellblau | TD                 | Freitags-Testfahrer (test driver)                                |
| ohne     | DNP                | nicht am Training teilgenommen (did not practice)                |
| ohne     | INJ                | verletzt oder krank (injured)                                    |
| ohne     | EX                 | ausgeschlossen (excluded)                                        |
| ohne     | DNA                | nicht erschienen (did not arrive)                                |
| ohne     | C                  | Rennen abgesagt (cancelled)                                      |
| ohne     | keine WM-Teilnahme |                                                                  |
| sonstige | P/fett             | Pole-Position                                                    |
| sonstige | 1/2/3/4/5/6/7/8    | Punktplatzierung im Sprint-/Qualifikationsrennen                 |
| sonstige | SR/kursiv          | Schnellste Rennrunde                                             |
| sonstige | *                  | nicht im Ziel, aufgrund der zurückgelegten Distanz aber gewertet |
| sonstige | ()                 | Streichresultate                                                 |
| sonstige | unterstrichen      | Führender in der Gesamtwertung                                   |

Anmerkungen
1. ↑  Liam Lawson wechselte nach dem zweiten Grand Prix zu den Racing Bulls. Zu diesem Zeitpunkt war er auf Platz 17 in der Fahrerwertung.